# Finlands Friidrottsförbund

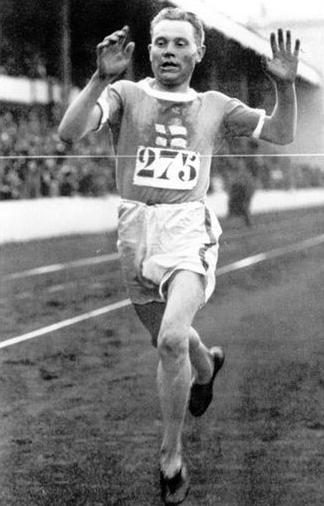
Finländske löparlegenden Paavo Nurmi

Finlands Friidrottsförbund r.f. (finska: Suomen Urheiluliitto ry, (SUL)) är en paraplyorganisation för friidrottsrörelsen i Finland. Förbundet har sitt säte i Helsingfors. Friidrottsförbundet äger ett förlag och ger ut mångahanda tryckalster.

## Historik
Finlands Friidrottsförbund blev en självständig organisation 1932, men hade dessförinnan verkat under ett okänt antal år som en idrottssektion inom det numera nedlagda Finlands Riksidrottsförbund. Friidrottsförbundet stannade dock kvar som ett medlemsförbund inom Finlands Riksidrottsförbund fram till 1993 då riksidrottsförbundet lades ned i samband med att den finländska idrottsrörelsen strukturerades om. I dag är Finlands Friidrottsförbund anslutet till centralorganisationen för de flesta idrottsorganisationerna i Finland, Valo, Finlands Idrott och medlem av Finlands olympiska kommitté.

## Vision
Finlands Friidrottsförbunds främsta uppgift är att entusiasmera och betjäna sina medlemmar till att frambringa internationellt framgångsrika friidrottare samt att utveckla den inhemska barn-, ungdoms- och vuxenfriidrotten. Till förbundets verksamhetsbetingelser hör även att tillhandahålla service åt vardagsmotionärer.

## Medlemsdistrikt
Finlands Friidrottsförbund har 21 medlemsdistrikt i landet, varav 3 är svenskspråkiga (=Svenska Finlands Idrottsförbunds medlemsdistrikt)
Medlemsdistrikten är: Helsingfors, Nyland, Tavastland, Lahtis, Mellersta Finland, Egentliga Finland, Satakunta, Södra Österbotten, Mellersta Österbotten, Norra Österbotten, Kymmenedalen, Södra Karelen, Norra Karelen, Södra Savolax, Norra Savolax, Kajanaland, Länsi-Pohja, och Lappland samt de svenskspråkiga distrikten: Nyland-Åboland (NÅID) , Åland och Österbotten.    
Friidrottsförbundet har i dagsläget (år 2016) drygt 600 medlemsföreningar och cirka 70 000 licensierade idrottare.

## Verksamheter
Finlands Friidrottsförbund anordnar årligen finländska mästerskapen i friidrott, Kalevaspelen. Utöver Kalevaspelen arrangerar förbundet även följande evenemang:
- Friidrottslandskampen Sverige-Finland, (anordnas vartannat år).
- Marathontävlingen Helsinki City Marathon, (anordnas årligen).
- Halvmarathontävlingen Helsinki City Run, (anordnas årligen).
- Damloppet Damernas Tia, (anordnas årligen).[1]

## Internationell representation
Finlands Friidrottsförbund representerar Finland inom IAAF och Europeiska friidrottsförbundet (EAA).

## Ordförande
Finlands Friidrottsförbunds ordförande är från och med 2015 Vesa Harmaakorpi.